# Elizabeth Britton
Elizabeth Britton o Elizabeth Gertrude Knight Britton, nascuda com a Elizabeth Gertrude Knight, (Nova York, N.Y., EUA, 9 de gener de 1858 - Nova York, 25 de febrer de 1934) va ser una botànica estatunidenca.
Coneguda per les seves importants contribucions a l'estudi de les molses, va créixer a Cuba, on la seva família posseïa una plantació de sucre, i va assistir a escoles de Cuba i Nova York i el 1875 es va graduar al Normal College de Nova York. Va treballar durant deu anys a la plantació, i durant aquest temps va establir les bases de la seva reputació com a important botànica amateur. Cap al 1883 s'havia especialitzat en briologia, l'estudi de molses, i havia publicat el seu primer treball científic de camp.
L'agost de 1885 es va casar amb Nathaniel Lord Britton, biòleg de la Universitat de Colúmbia, a la ciutat de Nova York. Ben aviat es va dirigir cap a la botànica, i durant els següents anys, els dos van realitzar nombroses sortides de camp junts a les Índies Occidentals. S'encarregà de la col·lecció de molses del departament de botànica de Columbia i, a poc a poc, va construir una col·lecció impressionant, sobretot amb la compra de la col·lecció d'August Jaeger de Suïssa el 1893. Entre 1886 i 1888 va ser editora del Butlletí del Torrey Botanical Club, del qual era membre des del 1879. Amb el suport del Torrey Botanical Club i altres persones interessades, els britànics van liderar la creació d'un jardí botànic a Nova York. El jardí botànic de Nova York es va fundar el 1891 i el 1896 Nathaniel Britton es va convertir en el primer director de l'establiment. L'herbari del Columbia College va ser traslladat allà el 1899, i Elizabeth Britton es va convertir en comissària no oficial de molses. El 1912 va rebre el nomenament com a curadora honoraria de molses.
El 1902 Britton va ser fundadora, i entre 1902 i 1916, i 1918 i 1927, secretària i tresorera, respectivament, de la Wild Flower Preservation Society d'Amèrica. A través de la societat i de diverses publicacions, va dirigir moviments que van aconseguir salvar nombroses espècies de flors silvestres en perill d'extinció arreu del país. De 1916 a 1919 va ser presidenta de la Sullivant Moss Society, que havia ajudat a fundar el 1898 i que el 1949 es va convertir en l'American Bryological Society. Va publicar més de 340 treballs científics i va comptar amb 15 espècies i un gènere de molsa (Bryobrittonia).